# Tetraedrisches Zwischenprodukt
Als tetraedrisches Zwischenprodukt, auch tetraedrisches Intermediat (TIM nach Frank Glorius) wird ein in organischen Synthesen entstehendes Zwischenprodukt bezeichnet, bei dem das relevante Kohlenstoffatom tetraedrisch umgeben ist. Somit ist eine Racemisierung im folgenden Reaktionsschritt ausgeschlossen.